# 21109 Sünkel
21109 Sünkel este un asteroid din centura principală, descoperit pe 4 septembrie 1992, de Freimut Börngen și Lutz Schmadel.